# A Telepathic Warning, the Story of a Child's Love for Her Father
A Telepathic Warning, the Story of a Child's Love for Her Father è un cortometraggio muto del 1909 diretto da J. Stuart Blackton.

## Produzione
Il film fu prodotto dalla Vitagraph Company of America.

## Distribuzione
Distribuito dalla Vitagraph Company of America, il film - un cortometraggio di 206 metri - uscì nelle sale cinematografiche statunitensi il 9 gennaio 1909.
Nelle proiezioni, veniva programmato con il sistema dello split reel, accorpato in un'unica bobina con un altro cortometraggio prodotto dalla Vitagraph, He Went to See the Devil Play.